# Ravne (gmina Ajdovščina)
Ravne – miejscowość w Słowenii w gminie Ajdovščina.